# Harriet Chalmers Adams
Harriet Chalmers Adams (ur. 22 października 1875 w Stockton, Kalifornia, zm. 17 lipca 1937 w Nicei) – amerykańska fotografka, podróżniczka i pisarka. Podróżowała po Ameryce Południowej, Azji i Oceanii, publikując opisy podróży w National Geographic.

## Życiorys
Urodziła się w Kalifornii. Jej rodzicami byli Alexander Chalmers i Frances Wilkens. Już w wieku 13 lat spędziła z ojcem 6 miesięcy w podróżach między Oregonem i Meksykiem. W późniejszych latach kontynuowała swoje pasje podróżnicze. Oprócz angielskiego mówiła płynnie po hiszpańsku. Znała również portugalski, francuski, włoski i niemiecki.
5 października 1899 poślubiła inżyniera Franklina Pierce’a Adamsa. Wspólnie podróżowali po Kalifornii i Meksyku na koniach i samochodami. W 1904, gdy Frank został inspektorem Inca Mining and Rubber Company, która pokryła dużą część kosztów, wyruszyła wraz z mężem w swoją pierwszą wielką wyprawę. W czasie trzyletniej podróży po Ameryce Środkowej i Południowej odwiedzili ważne miasta, jak również małe porty, górnicze osady czy wsie tubylców. Przekroczyli konno Andy. Regularnie wysyłała listy z dokładnymi opisami podróży. Zachowały się również materiały fotograficzne i filmowe.

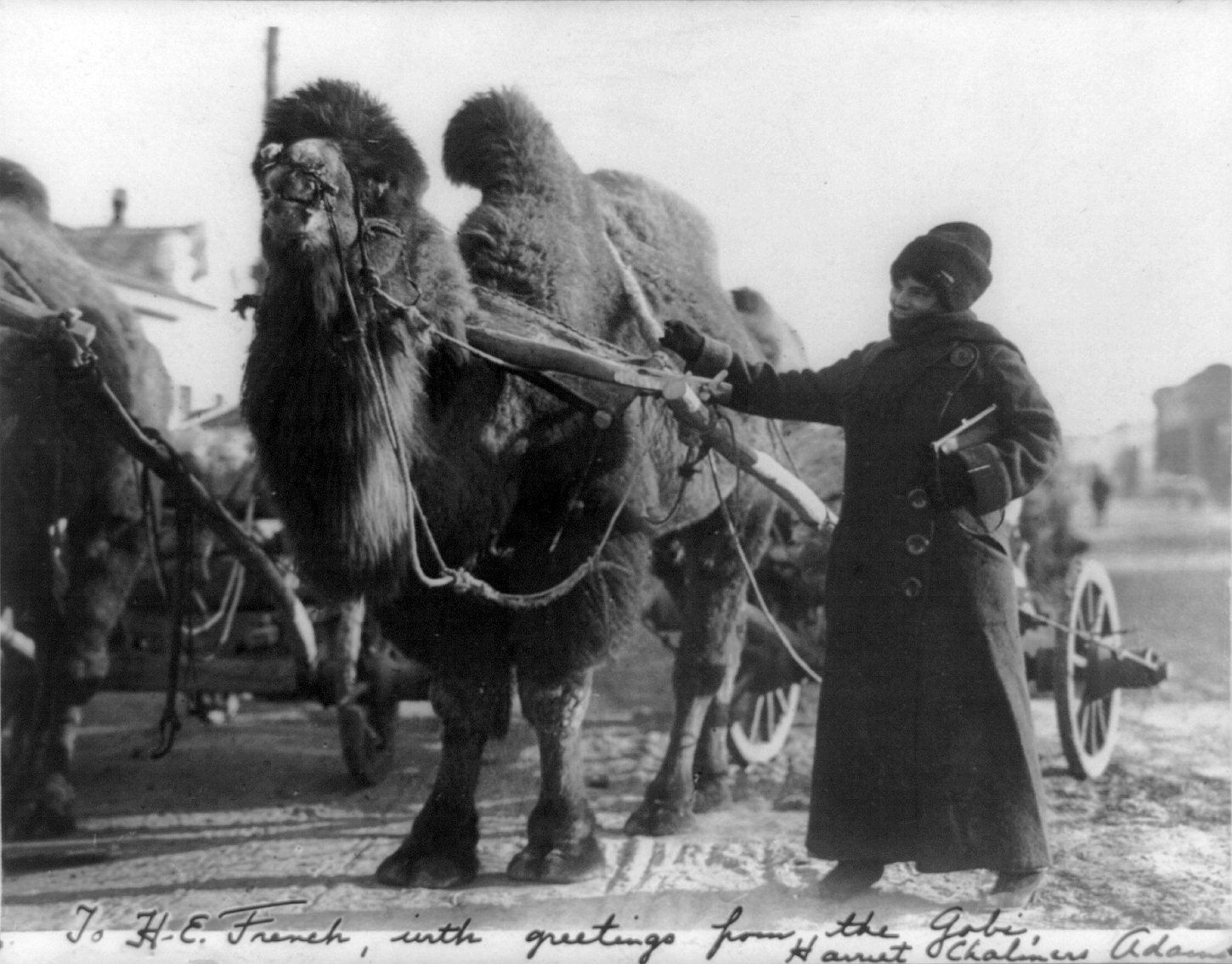
Harriet Chalmers Adams na pustyni Gobi

Po powrocie zaproponowała wykłady National Geographic Society. Propozycja została zaakceptowana przez przewodniczącego Gilberta H. Grosvenora. W latach 1907–1909 opublikowała 6 artykułów opisujących wyprawę, później dodała kolejne 15 ilustrowane jej własnymi fotografiami. Publikowała również w The American Review of Reviews, The World’s Work (po hiszpańsku), World Outlook, Ladies Home Journal Harper’s Weekly.
W 1910 udali się na wyprawę szlakami Kolumba, odwiedzając Kubę, Haiti i Dominikanę. W 1912 odwiedziła Europę, a w latach 1913-1914 udała się na sześciomiesięczną wyprawę do Azji. Odwiedzała kraje będące kiedyś pod panowaniem hiszpańskim, poszukując dowodów na to, że Indianie amerykańscy pochodzą z Azji. Porównując rdzennych mieszkańców Peru i Filipin, ich języki i zwyczaje, spekulowała, że Indianie dotarli przez morze do Ameryki.
W 1913 została pierwszą kobietą przyjętą do brytyjskiego Królewskiego Towarzystwa Geograficznego. W 1916 została pierwszą kobietą dopuszczoną jako korespondent wojenny na front francuski. Pozwolono jej również fotografować bitwy.
Wyprawy po Ameryce Południowej zbliżyły ją z miejscowymi feministkami. W 1922 została delegatką na Panamerykańską Konferencję Kobiet. Ponieważ The Explorers Club nie przyjmował kobiet podróżniczki Blair Niles, Gertrude Emerson Sen, Marguerite Harrison i Gertrude Shelby założyły w 1925 własną organizację Society of Woman Geographers, a Adams została jej pierwszą Przewodniczącą.
Po wypadku w Hiszpanii w 1926 była przykuta do łóżka. Po odzyskaniu zdrowia w 1929 powróciła do Hiszpanii. Podróżowała z mężem po okolicach Morza Śródziemnego. Wzięła udział w koronacji Haile Selassie w 1930. Po 8 latach zrezygnowała z przewodniczenia organizacji i wraz z mężem przenieśli się do Europy.
Zmarła w Nicei z powodu choroby nerek.